# Dawson (Georgia)
Dawson is een plaats (city) in de Amerikaanse staat Georgia, en valt bestuurlijk gezien onder Terrell County.

## Demografie
Bij de volkstelling in 2000 werd het aantal inwoners vastgesteld op 5058.
In 2006 is het aantal inwoners door het United States Census Bureau geschat op 4794, een daling van 264 (-5,2%).

## Geografie
Volgens het United States Census Bureau beslaat de plaats een oppervlakte van
9,5 km², geheel bestaande uit land. Dawson ligt op ongeveer 122 m boven zeeniveau.

## Plaatsen in de nabije omgeving
De onderstaande figuur toont nabijgelegen plaatsen in een straal van 28 km rond Dawson.

## Geboren in Dawson
- Otis Redding (1941-1967), soulzanger